# 스털링 교수
스털링 교수(Sterling Professor)는 예일 대학교에서 가장 학문적으로 높은 위치를 뜻하는 직위를 뜻하며 그 분야에서 가장 탁월하다고 여겨지는 교수에게 정년으로 주는 상이다.  상의 수여는 예일 대학교 총장에 의해 이루어지며 예일 대학교 운영위원회에 의해 인증을 받는다.  이 이름은 1918년부터 존 윌리엄 스털링을 기념하여 지어졌다.  